# Чисто английское убийство (фильм)
«Чи́сто англи́йское уби́йство» — советский двухсерийный телевизионный цветной фильм, снятый Самсоном Самсоновым на киностудии «Мосфильм» в 1974 году по одноимённому роману Сирила Хейра (англ. An English Murder, 1951).
Телевизионная премьера фильма состоялась 14 декабря 1974 года по Первой программе ЦТ. В 1976 году фильм был выпущен в прокат.

## Сюжет
Действие фильма происходит в Великобритании. Накануне праздника Рождества в фамильный замок лорда Томаса Уорбека в окрестностях Чатема съезжаются родственники и друзья. Лорд Уорбек безнадёжно болен, врачи давали старику время до сочельника, и ему захотелось на Рождество собрать в доме всех тех, кто дорог лично ему, в последний раз насладиться семейной идиллией.
Лорд Уорбек не хочет видеть, что отношения между гостями далеки от идиллических. Некоторые — как, например, единственный сын и наследник старого лорда Роберт Уорбек, лидер экстремистской молодёжной организации, и кузен милорда сэр Джулиус Уорбек, двоюродный дядя Роберта, министр финансов Её Величества, откровенно не терпят друг друга.
Министр приехал с личным охранником. Приглашены также миссис Карстерс, жена ближайшего помощника министра, дочь местного пастора, вхожая в дом Уорбеков с детства, и леди Камилла Прендергаст, практически выросшая рядом с Робертом. Кроме них в замке уже довольно давно живёт доктор Ботвинк, эмигрант из Европы — историк, разбирающий фамильный архив рода Уорбеков. А в задних комнатах Уорбек-холла свои драмы — старый дворецкий Бриггс, служащий в этом доме почти 50 лет, с трудом сдерживает свою дочь Сюзанну, которая всё порывается выйти к гостям и что-то им заявить.
Неожиданно во время рождественского ужина, прямо под бой часов, выпив традиционный бокал шампанского, на глазах гостей умирает Роберт. На следующее утро — сам старый лорд Уорбек, которому кто-то сообщил о смерти сына. И буквально через несколько минут — одна из гостивших в доме дам. Из-за снежных заносов прибыть на место полиция не может; единственный присутствующий сотрудник Лондонского управления полиции — не детектив, а телохранитель, но именно ему придётся до прибытия специалистов взять на себя первые следственные действия.
Расследование очень осложняется тем, что практически все присутствующие оказываются связаны между собой странными, не самыми приятными и иногда очень неожиданными отношениями. Совершенно непонятны ни принципы выбора жертв, ни возможные мотивы преступления. Только доктор Ботвинк — иностранец, единственный, кто сможет разобраться в случившемся.

## В ролях
- Алексей Баталов — доктор Ботвинк
- Леонид Оболенский — лорд Томас Уорбек
- Георгий Тараторкин — Роберт Артур Перкинс Уорбек, сын лорда Уорбека
- Борис Иванов — сэр Джулиус Уорбек, двоюродный брат лорда Уорбека, министр финансов Великобритании
- Иван Переверзев — Бриггс, дворецкий
- Ирина Муравьёва — Сюзанна Анна Бриггс, дочь Бриггса
- Файме Юрно — леди Камилла Прендергаст
- Эугения Плешките — миссис Карстерс, супруга помощника министра финансов
- Эйнари Коппель — сержант Роджерс, Лондонское управление полиции, личная охрана министра финансов
- Александр Вигдоров — Дик, помощник сэра Джулиуса Уорбека
- Валерия Меньковская — графиня Прендергаст, мать Камиллы
- Владимир Довейко — Сайкс, помощник и соратник Роберта Уорбека

## Политический контекст
Сирил Хейр написал книгу в 1951 году, через шесть лет после окончания Второй мировой войны. Внутриполитическая и экономическая политика консерваторов перестала устраивать избирателей, и власть в послевоенной Великобритании перешла в руки лейбористов. Великобритания одну за другой теряла свои колонии и влияние в Азии и на Ближнем Востоке. Её статус великой державы оказался под вопросом. Раздел Палестины, находившейся до 1947 года под управлением Великобритании, привёл к созданию государства Израиль.
Фильм был поставлен в 1974 году, в год принятия США поправки Джексона — Вэника. В это время многие евреи выказали желание эмигрировать в Израиль, дипломатические отношения с которым были разорваны Советским Союзом в 1967 году после начала Шестидневной войны.
- В книге доктор исторических наук Венцеслав Ботвинк — это человечек с короткими ножками и пухлыми желтоватыми щеками, бывший подданный Австрии, Чехословакии и Германии, уроженец Венгрии, в котором течёт еврейская и русская кровь. В фильме имя доктора Ботвинка не указывается, при этом рост Алексея Баталова, исполнившего роль доктора Ботвинка, выше среднего.
- В книге Роберт Уорбек — лидер фашистской организации «Лига свободы и справедливости», в фильме эта организация всего лишь «экстремистская». В фильме, если прислушаться, можно заметить что слова «экстремистская организация» озвучены другим голосом. В первоначальной озвучке была фраза «фашистская организация».
- По книге, Роберт Уорбек — антисемит и антисоциалист.
- В книге сержант Роджерс выпытывает у доктора Ботвинка, не находился ли тот в Австрии во время австрофашистской диктатуры Дольфуса. Подтверждая предположение сержанта, доктор Ботвинк одновременно описывает свои политические предпочтения как антифашистские и антиклерикальные, а также говорит, что он покинул Вену, не успев дочитать своих лекций.
- В книге, как и в фильме, говорится о коммунистических взглядах доктора Ботвинка, однако в книге при этом Ботвинк замечает, что если бы он оказался в Москве, то скорее всего примкнул бы к антисталинистам. Эта фраза отсутствует и в русском переводе романа.
- В книге при разговоре с леди Камиллой Роберт с издёвкой интересуется, не предложил ли ей её «новый еврейский дружок» доктор Ботвинк «вернуться с ним обратно в Палестину».
- В книге Бриггс оповещает об ужине звонком китайского гонга. Сэр Джулиус отмечает, что этот гонг был вывезен англичанами из разграбленного ими Зимнего дворца в Пекине на исходе Второй опиумной войны. «Это были замечательные дни», — говорит сэр Джулиус, отпивая вино из бокала, на что миссис Карстерс язвительно замечает: «Сэр Джулиус, следует ли понимать, что Вы считаете расхищение Зимнего дворца достойным эпизодом нашей истории?». Перепалка сэра Джулиуса и миссис Карстерс переключается на другие события английского присутствия в Китае, в частности, на подавление Боксёрского восстания в 1900 году, в котором участвовала и Россия в составе aльянса восьми держав.
- В книге сэр Джулиус является канцлером казначейства в «самом передовом социалистическом правительстве Западной Европы». В разговоре с отцом Сюзанна упоминает, что сэр Джулиус сам себя считает социалистом. Сэр Джулиус, предполагая, что жертвой должен был оказаться он, подозревает доктора Ботвинка и объясняет это противостоянием коммунистов и демократических социалистов Западной Европы. В фильме сэр Джулиус в разговоре с Роджерсом ограничивается фразой: «Это очень опасный человек».

## Съёмки
Это был первый телевизионный фильм в СССР, при съёмке которого применялась недавно закупленная система кинорегистрации видео модели «Электроник-кам» и использовалась многокамерная съёмка сразу на три камеры одновременно.
Костюмы, автомобили и другие приметы времени соответствуют началу 70-х годов XX века. Все автомобили в фильме леворульные, несмотря на то что в Англии все автомобили праворульные. В первых сценах фильма можно увидеть на стенах Уорбек-холла портреты Анны Болейн и короля Генриха V.
В сцене игры в бридж персонажи фильма, так же как и в книге, ведут подсчёт сумм выигрышей и проигрышей друг друга в традиционной британской системе денежных единиц — в фунтах, шиллингах и пенсах, причём даже сэр Джулиус, являясь министром финансов, путается в подсчётах. Между тем ко времени, в которое перенесено действие фильма, указанная система была заменена в ходе денежной реформы в феврале 1971 года на десятичную, и фунт стерлингов делился на 100 «новых» пенсов без промежуточных денежных единиц.

### Съёмочная группа
- Режиссёр-постановщик — Самсон Самсонов
- Сценаристы — Эдгар Смирнов, Вадим Юсов
- Композитор — Эдуард Артемьев
- Операторы-постановщики — Евгений Гуслинский, Аркадий Чапаев
- Монтажёр — С. Дорофеева
- Художники-постановщики — Александр Борисов, Сергей Воронков
- Художник по костюмам — Людмила Кусакова
- В фильме звучит музыка композитора Эдуарда Артемьева («Мелодия Рождественской ночи»), а также мелодии из репертуара оркестра под управлением Джеймса Ласта (ФРГ).